# 삼성 갤럭시 폴더 2
삼성 갤럭시 폴더2(Samsung Galaxy Folder 2)는 2016년 9월에 출시한 삼성전자 안드로이드 폴더 스마트폰이다. 이어폰단자가 없다. 노트10보다 3년 6개월 먼저 3.5파이 이어폰 단자를 제거한 셈이다. 참고로 사운드 출력은 USB Micro B가 담당하며 usb 3.0은 지원하지 않는다.